# Beluša
Beluša je naseljeno mjesto u okrugu Púchov u Trenčínskom kraju u Slovačkoj.

## Stanovništvo
| Godina:     | 1993. | 2003.   | 2013.   | 2023.   |
| ----------- | ----- | ------- | ------- | ------- |
| Broj ljudi: | 6011  | 6079    | 5828    | 6186    |
| Razlika:    |       | +1,13 % | -4,12 % | +6,14 % |

| Godina:     | 2022. | 2023.   |
| ----------- | ----- | ------- |
| Broj ljudi: | 6169  | 6186    |
| Razlika:    |       | +0,27 % |

Prema podatcima o broju stanovnika iz 2023. godine naselje je imalo 6186 stanovnika.

## Vanjske poveznice
|  | Zajednički poslužitelj ima još gradiva o temi Beluša |

- Službena stranica naselja (sl.)
- Krajevi i okruzi u Slovačkoj  Arhivirana inačica izvorne stranice od 2. svibnja 2024. (Wayback Machine) (sl.)